# Agelenopsis naevia
Agelenopsis naevia es una especie de araña del género Agelenopsis, familia Agelenidae. Fue descrita científicamente por Walckenaer en 1841.
Se distribuye por Canadá y los Estados Unidos. La especie se mantiene activa durante los meses de enero, junio, julio, agosto, septiembre, octubre y noviembre.